# 상록수역
상록수(안산대학교)역(Sangnoksu(Ansandaehaqgyo)Station, 常綠樹(安山大學校)驛)은 경기도 안산시 상록구 본오동에 위치한 안산선 상 수도권 전철 4호선의 전철역이다. 인근에 안산대학교가 있다.

## 역명 유래
역명은 심훈의 소설 《상록수》에서 유래하였으며, 문학 작품명을 최초로 사용한 역이다. 소설의 배경이자 주인공 채영신의 모델인 최용신 선생이 항일운동과 농촌 계몽운동에 헌신한 곳이며 선생의 묘가 역 주변에 위치하여 상록수역으로 명명되었다.

## 역사
- 1988년 10월 25일 : 안산선 개통과 함께 영업 개시[1]
- 1993년 1월 15일 : 과천선 개통 및 안산선 - 과천선 직결 열차 운행 시작 (당시 부역명 : 안산1대학)
- 1994년 4월 1일 : 서울 지하철 4호선 - 과천선 - 안산선 직결 열차 운행 시작
- 2009년 12월 1일 : 철도승차권 단말기 철거
- 2012년 1월 1일 : 안산1대학이 안산대학교로 바뀌면서 부역명도 안산대학교로 변경

## 기타
상록수역과 반월역 간 거리는 수도권 전철 4호선 내 역간 거리 중 진접선 구간을 제외하면 가장 길며, 터널도 세 곳이나 있다. 상록수역과 반월역 간 구간은 경부고속철도가 위로, 서해안고속도로가 아래로 지나간다.

## 역 구조
스크린구조는 모두 설치 되어 있으며, 상록수 역안에 화장실 배치 및 밖에도 배치돼 있다.

### 승강장
| ↑ 반월        |
| 4 3 \| 2 1 \| |
| 한대앞 ↓      |

| 1·2 | ● 수도권 전철 4호선 | 중앙(서울예술대학교)·안산 · 오이도 방면               |
| 3·4 | ● 수도권 전철 4호선 | 산본 · 금정 · 범계 · 이촌 · 명동 · 창동 · 불암산 방면 |

## 역 주변
- 매화초등학교
- 본오3동행정복지센터
- 상록고등학교
- 상록중학교
- 상록초등학교
- 상록수체육관
- 안산대학교
- 안산디자인문화고등학교
- 안산식물원, 단원조각공원
- 최용신 기념관 및 묘소

## 갤러리

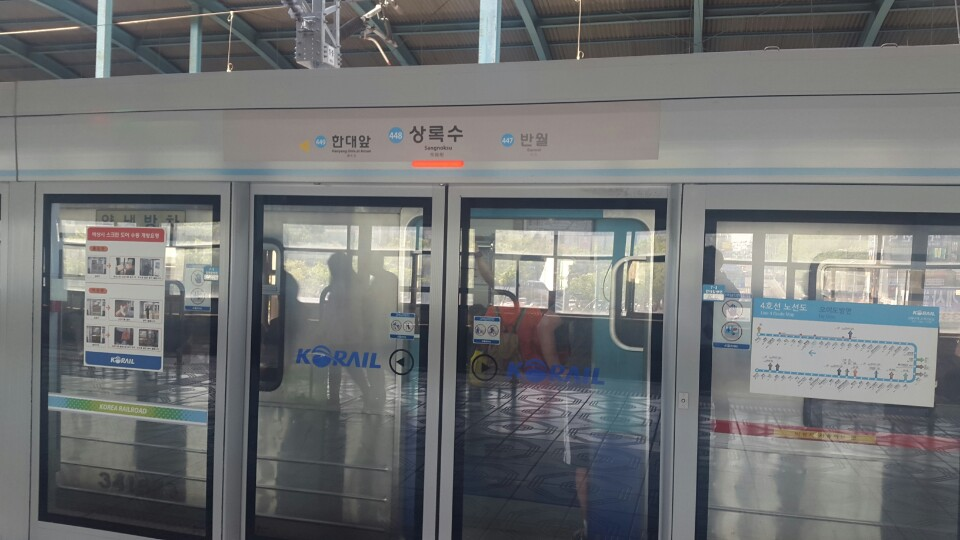
상록수역에 설치된 스크린도어
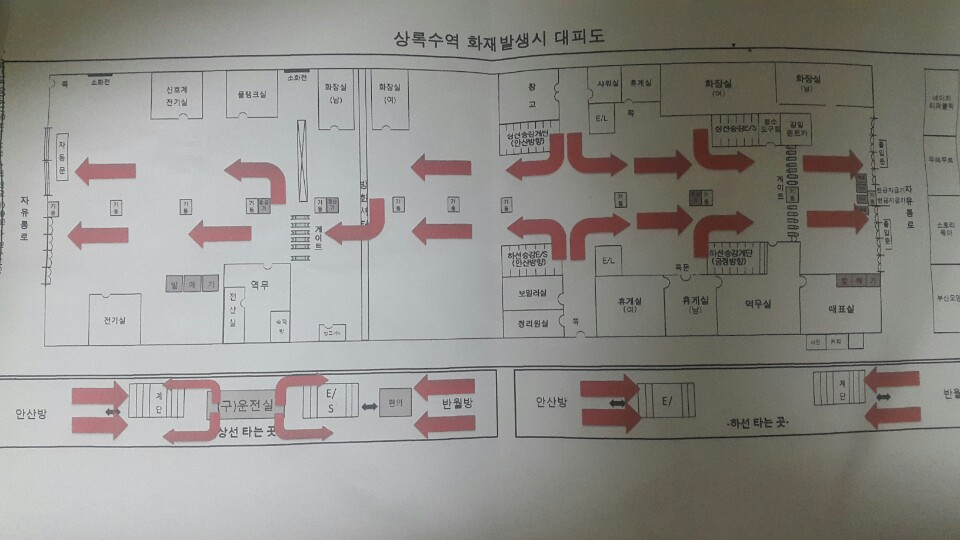
상록수역 비상대피로
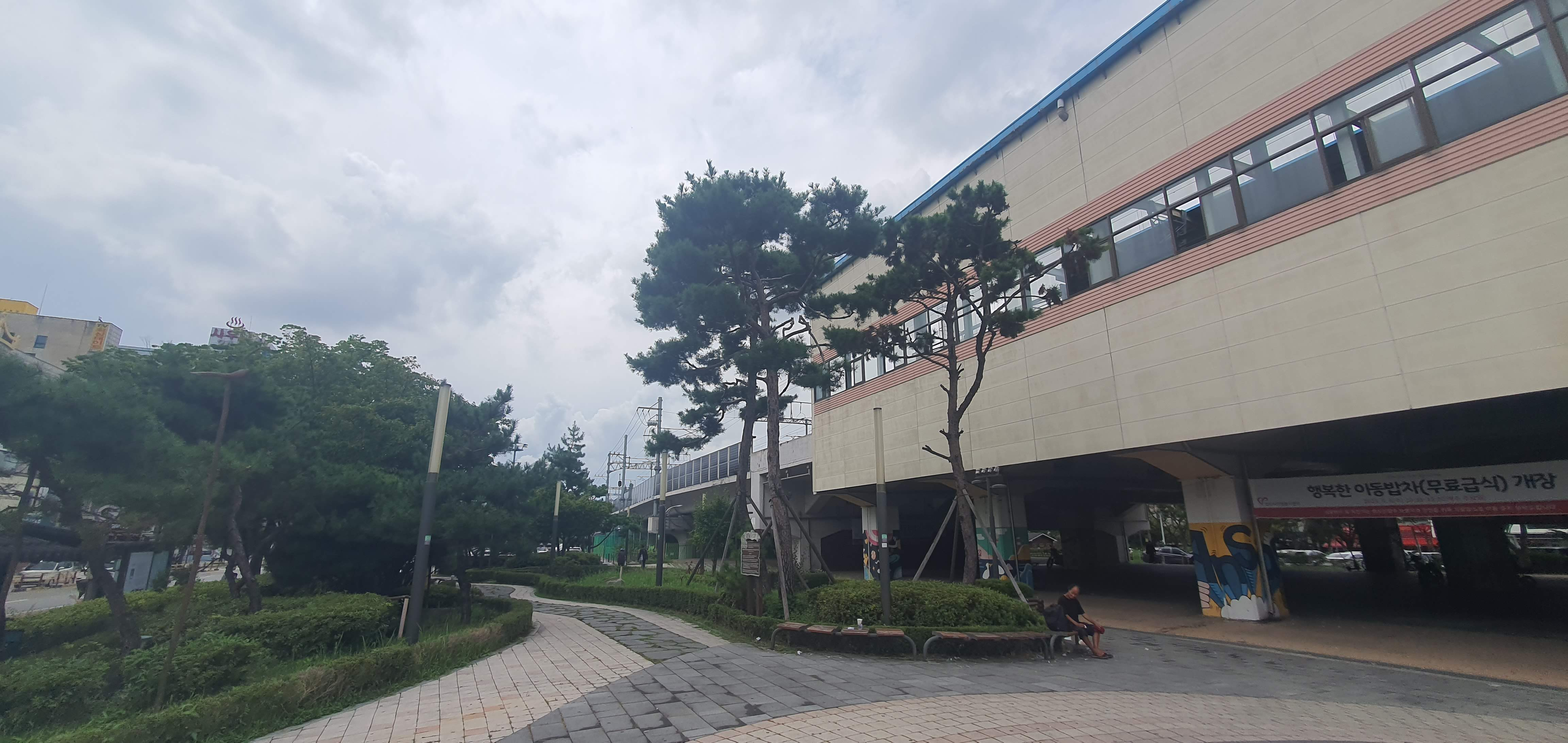
3번출구

## 승차량 변동
| 역 노선 | 승차 인원 | 승차 인원 | 승차 인원 | 승차 인원 | 승차 인원 | 승차 인원 | 승차 인원 | 승차 인원 | 승차 인원 | 승차 인원 | 승차 인원 | 승차 인원 | 승차 인원 | 승차 인원 | 승차 인원 | 승차 인원 | 승차 인원 | 승차 인원 | 승차 인원 | 승차 인원 | 승차 인원 | 승차 인원 | 승차 인원 | 주 석 |
| 역 노선 | 2000년    | 2001년    | 2002년    | 2003년    | 2004년    | 2005년    | 2006년    | 2007년    | 2008년    | 2009년    | 2010년    | 2011년    | 2012년    | 2013년    | 2014년    | 2015년    | 2016년    | 2017년    | 2018년    | 2019년    | 2020년    | 2021년    | 2022년    | 주 석 |
| ------- | --------- | --------- | --------- | --------- | --------- | --------- | --------- | --------- | --------- | --------- | --------- | --------- | --------- | --------- | --------- | --------- | --------- | --------- | --------- | --------- | --------- | --------- | --------- | ----- |
| 4호선   | 20475     | 20412     | 20020     | 13608     | 14175     | 11088     | 11907     | 11928     | 11421     | 12096     | 20275     | 28278     | 28705     | 22145     | 29282     | 21437     | 28428     | 21230     | 20864     | 20735     | 14568     | 13375     | 14566     | [ 2 ] |

## 인접한 역
| 안산선               | 안산선                   | 안산선                 |
| -------------------- | ------------------------ | ---------------------- |
| 448 반월 불암산 방면 | ● 수도권 전철 4호선 완행 | 450 한대앞 오이도 방면 |
| 445 산본 불암산 방면 | ● 수도권 전철 4호선 급행 | 451 중앙 오이도 방면   |